# Хладнокровное убийство (фильм, 1996)
Хладнокровное убийство (англ. In Cold Blood) — американский телевизионный фильм 1996 года.

## Сюжет
В конце 1950-х годов, в более невинной Америке, произошло жестокое, бессмысленное убийство семьи Мидвестерн, которое ужасает нацию. Находясь в тюрьме, 28-летний Дик Хикок слышит рассказ сокамерника о 10 000 долларах наличными, хранящихся в домашнем сейфе преуспевающего фермера. Когда его условно-досрочно освобождают, Дик уговаривает бывшего заключенного Перри Смита присоединиться к нему в поисках тайника.
Ноябрьской ночью 1959 года Дик и Перри врываются в Холкомб, штат Канзас, фермерский дом Герберта Клаттера и его семьи. Разъяренные тем, что не нашли никакого сейфа, они будят четырёх спящих путников и жестоко убивают их всех. Тела находят друзья, которые приходят перед воскресной церковью. Убийства потрясают маленький городок на Великих равнинах, где двери обычно оставляют незапертыми. Детектив Элвин Дьюи из Канзасского бюро расследований возглавляет это дело, но нет ни улик, ни очевидных мотивов, ни подозреваемых.